# Woru
Woru (tadż.: Ворӯ) – miejscowość i dżamoat w Tadżykistanie, w dystrykcie Pandżakent w wilajecie sogdyjskim. Populacja: 9968.